# Pierre Charette
Pour les articles homonymes, voir Charette.
Pierre Charette a été un membre du Front de libération du Québec,. Il aurait participé au détournement d'un avion vers Cuba, en 1969.

## Biographie
Sa mère, née Fillion, originaire de la ville de Québec, était apparentée par sa mère à la famille Tremblay, de Luceville près de Rimouski, à laquelle sont associés les noms de personnalités aussi connues dans les années soixante que Maurice Tremblay (épouse Geneviève de Billy), directeur du Département des sciences politiques de l'Université Laval, et René Tremblay, ministre fédéral dans le gouvernement libéral de Lester B. Pearson et sous-ministre du Commerce. 
Membre du réseau felquiste de Pierre-Paul Geoffroy, Pierre Charette s'était enfui en compagnie d'Alain Allard aux États-Unis, où il avait été recueilli par des membres des Black Panthers américains, puis hébergé par des militants contre la guerre au Vietnam,. 
Selon des sources policières américaines, Charette et Allard, âgés respectivement de 26 et 23 ans, ont plus tard détourné un Boeing 727 vers Cuba où les deux pirates de l'air auraient demandé asile. Après 10 ans d'exil, Charette revient au Québec au début de 1979. Il est condamné à 6 mois de prison pour sa participation à des attentats attribués au réseau Geoffroy. Leur extradition a été demandée par les États-Unis. Elle a été rejetée une première fois en 1984, puis une deuxième fois en 1987.

## Publications
- Mes dix années d'exil à Cuba, Stanké, 1979[6].